# Quận của tỉnh Hautes-Alpes
2 quận của tỉnh Hautes-Alpes gồm:
1. Quận Briançon, (quận lỵ: Briançon) với 7 tổng và 38 xã. Dân số của quận này là 31.042 người năm 1990, 32.124 người năm 1999, tăng trưởng dân số là 3.49%.
2. Quận Gap, (tỉnh lỵ của tỉnh Hautes-Alpes: Gap) với 23 tổng và 139 xã. Dân số của quận này là 82.258 người năm 1990, và 89.295 người năm 1999, tăng trưởng dân số là 8.55%.